# Residència Universitària Mare Güell
La Residència Universitària Mare Güell és un conjunt d'edificis connectats entre sí, destinats a residència d'estudiants femenines, gestionada per la Congregació Missioneres Filles del Cor de Maria. Està situada al carrer d'Esperança, 5-7 del barri barcelonès de Sant Gervasi - la Bonanova. Va rebre el premi FAD al millor edifici de 1967.
Va ser construïda el 1967 pels arquitectes Lluís Cantallops Valeri i Jaume Rodrigo Dalmau. De volumetria complexa, en forma d'H, el conjunt d'edificis crea uns patis entre ells a l'estil de l'arquitectura àrab. L'edifici major consta de planta baixa i cinc plantes, on destaquen dos cossos que sobresurten del terrat. El conjunt té una petita església. La totalitat de les façanes estan realitzades amb totxo vist, molt emprat en el que es va anomenar l'escola de Barcelona, dels anys 1965-1970. Tots els acabat de l'obra, testos, gàrgoles, baranes, caixes de persiana, així com la diferenciació dels plans de façana, estan realitzats amb totxo, contribuint a donar una imatge molt compacta.